# Renault 31R
Tančík Renault 31R (jinak nazvaný Renault UE) vznikl podle konstrukce britského tančíku Carden-Loyd Mk.VI. Korba tančíku měla hranaté tvary, přičemž jednotlivé pancéřové pláty byly spojovány nýty. Stroj poháněl motor Renault o výkonu 35 hp. Podvozek sestával na každé straně z hnacího kola vpředu, šesti pojezdových kol, napínacího kola vzadu a dvou napínacích kladek. Francouzská armáda se rozhodla, že tento stroj nebude bojový, tudíž postrádal jakoukoliv výzbroj. Sloužil pouze jako tahač, který táhl přívěsy s nákladem materiálu pro vedení boje. Přesto několik strojů bylo upraveno pro lafetaci kulometu ráže 7,5 mm. Roku 1937 byla zahájena výroba upraveného typu Renault 37R (Renault UE2). Celkem bylo do roku 1940 vyrobeno 4496 tančíků Renault 31R a Renault 37R.
Tančíky Renault UE byly po vypuknutí války používány nejen k zásobování či k tažení protitankových děl, ale též pro průzkumné účely.

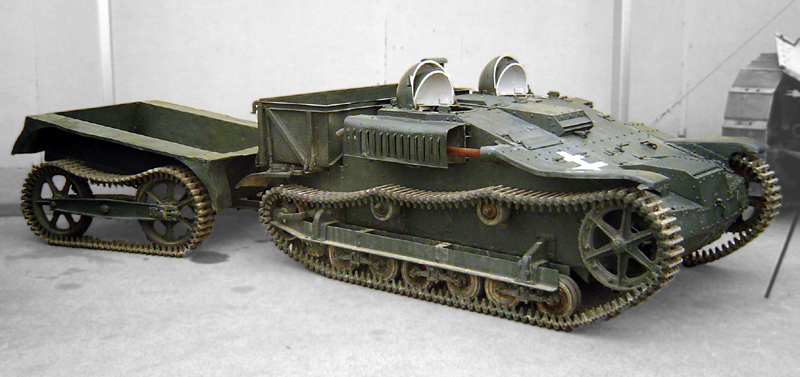
Renault UE v muzeu Musée des Blindés v Saumuru